# XeTeX
XeTeX je TeXový typografický software podporující Unicode a moderní techniky práce s písmem, například OpenType a AAT. Je vyvíjen a spravován Jonathanem Kewem a distribuován pod licencí MIT, jedná se tedy o svobodný software.
Původně byl vyvíjen pouze pro operační systém macOS, ale nyní je k dispozici pro většinu důležitých platforem.